# Aeroporto Internazionale Capitán de Corbeta Carlos A. Curbelo
L'Aeroporto Internazionale Capitán de Corbeta Carlos A. Curbelo (Aeropuerto Internacional Capitán de Corbeta Carlos A. Curbelo in spagnolo), precedentemente noto come Aeroporto Internazionale di Laguna del Sauce ed a volte riportato come Aeroporto Internazionale di Punta del Este, è uno scalo aeroportuale internazionale situato nel dipartimento di Maldonado, nell'Uruguay sud-orientale. Costituisce una delle principali vie d'accesso alle località balneari della costa atlantica uruguaiana come Punta del Este, Maldonado e Piriápolis.